# Портаго, Альфонсо де
Альфо́нсо де Порта́го (исп. Alfonso de Portago), настоящее имя и титул — Альфо́нсо Анто́нио Висе́нте Эдуа́рдо А́нхель Блас Франси́ско де Бо́рха Кабе́са де Ва́ка и Ле́йтон, 11-й маркиз Портаго, 13-й граф де ла Мехорада, гранд Испании (исп. Alfonso Antonio Vicente Eduardo Angel Blas Francisco de Borja Cabeza de Vaca y Leighton, XI marqués de Portago, XIII conde de la Mejorada, Grande de España; 11 октября 1928[…], Лондон — 12 мая 1957[…], Гуидиццоло, Ломбардия) — испанский аристократ, автогонщик, пилот Формулы-1. Первый испанец — обладатель подиума в Формуле-1, однако завоевано это достижение было в паре с Питером Коллинзом. Бронзовый призёр чемпионата мира по бобслею 1957 года.

## Биография
Альфонсо де Портаго родился 11 октября 1928 года в Лондоне в аристократической семье. Альфонсо был разносторонним спортсменом: он был чемпионом Франции по конному спорту среди любителей, профессиональным пловцом. В 1953 году де Портаго дебютировал в автоспорте. В 1954 году он занял 2-е место в гонке «1000 километров Буэнос-Айреса» за рулём Ferrari. Его партнёром был Харри Шелл. В том же году де Портаго выиграл гонку в Меце за рулём Maserati и дебютировал в Ле-Мане.
В 1955 году Альфонсо де Портаго стал пилотом заводской команды Scuderia Ferrari. Он выступал во внезачётных гонках Формулы-1 и добился успеха в гонках спортивных автомобилей: де Портаго занял второе место в Гран-при Венесуэлы и выиграл Кубок губернатора Нассау. В 1956 году состоялся дебют Альфонсо в официальных гонках Формулы-1 на Гран-при Франции. На Гран-при Великобритании де Портаго занял второе место вместе с Питером Коллинзом. По итогам сезона 1956 года Формулы-1 Альфонсо де Портаго был классифицирован 15-м.
Кроме того, Альфонсо де Портаго был лидером сборной Испании по бобслею на Олимпийских играх 1956 года. В соревнованиях двоек де Портаго вместе с разгоняющим Висенте Сарториусом-и-Кабеса-де-Васа, 4-м маркизом де Мариньо, неожиданно занял 4-е место. Если два итальянских экипажа заняли первые два места с очень большим отрывом, то от третьего места, которое досталось швейцарцам, испанцев по итогам 4 заездов отделили всего 0,14 секунды. В соревнованиях четвёрок на Олимпиаде де Портаго со своим экипажем занял только 9-е место (более 7 секунд проигрыша бронзовым призёрам).

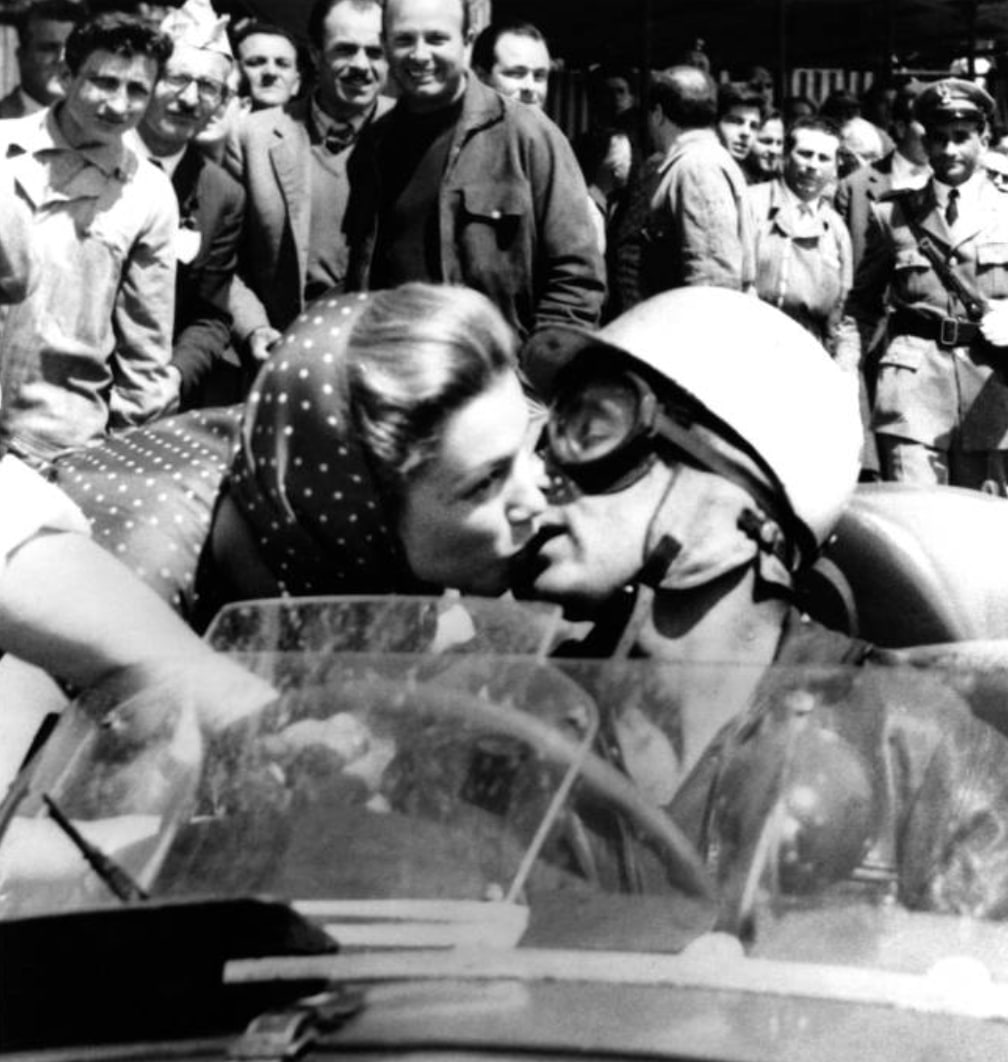
«Поцелуй смерти» 12 мая 1957 года

Альфонсо де Портаго занял 5-е место на Гран-при Аргентины 1957 года, взяв автомобиль Хосе Фройлана Гонсалеса. Также в 1957 году де Портаго выиграл гонку спортивных автомобилей в Монлери, занял третье место в «1000 километрах Буэнос-Айреса» и на Гран-при Кубы. В феврале 1957 года на чемпионате мира по бобслею завоевал бронзу в соревнованиях двоек, единственную медаль в бобслейном чемпионате мира для Испании.
Альфонсо де Портаго и его штурман Эдмунд Нельсон погибли 12 мая 1957 года во время гонки Mille Miglia на участке дороги между Гойто и Гуидиццоло примерно в 70 км от Брешии. За 120 километров до финиша у его автомобиля Ferrari 335 S лопнула шина, в результате чего он на скорости 240 км/ч врезался в толпу, выстроившуюся вдоль шоссе. В аварии также погибли девять зрителей, среди которых было пятеро детей. Тело де Портаго было разорвано на две части.
Через несколько дней после аварии в газетах Италии была опубликована фотография, получившая название «Поцелуй смерти». На ней изображена актриса Линда Кристиан в платье в горошек и платке, наклонившаяся для поцелуя с Альфонсо де Портаго во время короткой остановки в Кавриане незадолго до случившейся автокатастрофы.
В 2023 году бразильский актёр Габриэль Леоне исполнил роль де Портаго в биографической спортивной драме режиссёра Майкла Манна «Феррари».

## Личная жизнь
В 1949 году де Портаго женился на бывшей американской модели Кэрролл Макдэниел, которая родила ему двух детей — дочь Андреа и сына Энтони. Летом 1954 года у него начался роман с замужней американской супермоделью Дориан Ли, которая была на 11 лет его старше. В 1955 году у них родился сын Ким Блас Паркер. Весной 1957 года, незадолго до своей гибели, у Альфонсо де Портаго был роман с мексиканской актрисой Линдой Кристиан.

## Выступления в автоспорте

### Формула-1
| Легенда к таблице |                                                                    |
| --- | ------------------------------------------------------------------ |
| В таблице перечислены результаты всех Гран-при Формулы-1, в которых принимал участие гонщик. Строками таблицы являются сезоны, столбцами — этапы чемпионата мира. В каждой клетке указаны сокращённое название этапа и результат, дополнительно обозначенный цветом. Расшифровка обозначений и цветов представлена в нижеследующей таблице. |                                                                    |
| \| Пример \| Описание \| \| ------------ \| ------------------------------------------------------------------ \| \| 1 \| Победитель \| \| 2 \| Второе место \| \| 3 \| Третье место \| \| 5 \| Финишировал, заработав очки \| \| Сход \| Не финишировал, но при этом заработал очки \| \| 12 \| Финишировал, не получив очков \| \| НКЛ \| Финишировал, но не попал в финальную классификацию \| \| 15 \| Участвовал вне зачёта, либо по отдельной классификации \| \| 18 \| Не финишировал, но попал в финальную классификацию \| \| Сход \| Не финишировал \| \| НКВ \| Не прошёл квалификацию \| \| НПКВ \| Не прошёл предквалификацию \| \| ДСК \| Дисквалифицирован \| \| ИСК \| Исключён из протокола соревнований \| \| ТТ \| Заявлен для участия только в тренировках \| \| НС \| Участвовал в квалификации, но не стартовал в гонке \| \| Т \| Травмирован или болен \| \| ОТК \| Отказ от участия \| \| НТР \| Прибыл на соревнования, но на трассу не выезжал \| \| НПР \| Был заявлен в числе участников, но не прибыл к началу соревнований \| \| О \| Соревнования отменены \| \| \| Не участвовал \| \| Поул-позиция \| \| \| Быстрый круг \| \| |                                                                    |
| Пример | Описание                                                           |
| 1 | Победитель                                                         |
| 2 | Второе место                                                       |
| 3 | Третье место                                                       |
| 5 | Финишировал, заработав очки                                        |
| Сход | Не финишировал, но при этом заработал очки                         |
| 12 | Финишировал, не получив очков                                      |
| НКЛ | Финишировал, но не попал в финальную классификацию                 |
| 15 | Участвовал вне зачёта, либо по отдельной классификации             |
| 18 | Не финишировал, но попал в финальную классификацию                 |
| Сход | Не финишировал                                                     |
| НКВ | Не прошёл квалификацию                                             |
| НПКВ | Не прошёл предквалификацию                                         |
| ДСК | Дисквалифицирован                                                  |
| ИСК | Исключён из протокола соревнований                                 |
| ТТ | Заявлен для участия только в тренировках                           |
| НС | Участвовал в квалификации, но не стартовал в гонке                 |
| Т | Травмирован или болен                                              |
| ОТК | Отказ от участия                                                   |
| НТР | Прибыл на соревнования, но на трассу не выезжал                    |
| НПР | Был заявлен в числе участников, но не прибыл к началу соревнований |
| О | Соревнования отменены                                              |
| | Не участвовал                                                      |
| Поул-позиция |                                                                    |
| Быстрый круг |                                                                    |

| Год  | Команда          | Шасси        | Двигатель  | 1     | 2   | 3   | 4   | 5        | 6        | 7        | 8        | Место | Очки |
| ---- | ---------------- | ------------ | ---------- | ----- | --- | --- | --- | -------- | -------- | -------- | -------- | ----- | ---- |
| 1956 | Scuderia Ferrari | Ferrari D50  | Ferrari V8 | АРГ   | МОН | 500 | БЕЛ | ФРА Сход | ВЕЛ 2/10 | ГЕР Сход | ИТА Сход | 15    | 3    |
| 1957 | Scuderia Ferrari | Ferrari D50A | Ferrari V8 | АРГ 5 | МОН | 500 | ФРА | ВЕЛ      | ГЕР      | ПЕС      | ИТА      | 20    | 1    |

### 24 часа Ле-Мана
| Год  | Класс | №  | Команда                   | Напарник        | Машина         | Круги | ОП   | КП   |
| ---- | ----- | -- | ------------------------- | --------------- | -------------- | ----- | ---- | ---- |
| 1954 | S 2.0 | 28 | Officine Alfieri Maserati | Карло Томази    | Maserati A6GCS | 116   | Сход | Сход |
| 1956 | S 2.0 | 11 | Scuderia Ferrari          | Данкан Хэмилтон | Ferrari 625 LM | 2     | Сход | Сход |